# Pheonix Fellington
Pheonix Fellington (ur. 18 października 1994 w Dearborn Heights) – amerykański aktor pornograficzny.

## Młodość
Urodził się w Dearborn Heights w stanie Michigan. Wychowywał się w Detroit. W 2012 ukończył Lee M. Thurston High School w Redford. Uczęszczał do Henry Ford College. Był tancerzem w Tampie na Florydzie.

## Kariera w branży porno
Karierę w branży pornograficznej rozpoczął w lutym 2017, mając 23 lata.
W 2018 został uhonorowany GayVN Award w kategorii „Najlepszy debiutant”, a 14 stycznia 2019 odebrał branżową nagrodę Noir Male za wygraną w plebiscycie „Człowiek Roku 2018” (Man Of The Year 2018).
18 października 2019 ogłosił zakończenie kariery w branży pornograficznej.

## Nagrody i nominacje
| Rok  | Nagroda              | Kategoria                          | Film               | Inni wykonawcy             | Rezultat  |
| ---- | -------------------- | ---------------------------------- | ------------------ | -------------------------- | --------- |
| 2018 | GayVN Awards         | Najlepszy debiutant                | –                  | –                          | Wygrana   |
| 2018 | GayVN Awards         | Najlepsza scena w duecie           | It’s Coming (2017) | Wesley Woods               | Nominacja |
| 2018 | GayVN Awards         | Nagroda fanów – Ulubione ciało     | –                  | –                          | Nominacja |
| 2018 | GayVN Awards         | Nagroda fanów – Ulubiony debiutant | –                  | –                          | Nominacja |
| 2018 | Grabby Award         | Najlepszy nowicjusz                | –                  | –                          | Nominacja |
| 2018 | Grabby Award         | Najgorętsze ciało                  | –                  | –                          | Nominacja |
| 2018 | Str8UpGayPorn Award  | Najlepszy penis                    | –                  | –                          | Nominacja |
| 2019 | GayVN Awards         | Najlepsza scena seksu triolizmu    | Rideshare (2018)   | Austin Wolf i Kurtis Wolfe | Nominacja |
| 2019 | GayVN Awards         | Wykonawca roku                     | –                  | –                          | Nominacja |
| 2019 | Nagroda NoirMale.com | Człowiek Roku 2018                 | –                  | –                          | Wygrana   |
| 2019 | Grabby Award         | Najlepszy aktor uniwersalny        | –                  | –                          | Wygrana   |